# Przyłuki (przystanek kolejowy)
Przyłuki (biał. Прылукі; ros. Прилуки) – przystanek kolejowy w miejscowości Przyłuki, w rejonie brzeskim, w obwodzie brzeskim, na Białorusi.